# Österreich 1
Österreich 1 (Ö1) ist ein in ganz Österreich terrestrisch sowie über Satellit europaweit und über Internetstream weltweit unverschlüsselt zu empfangendes Hörfunkprogramm des Österreichischen Rundfunks (ORF). In Südtirol wird Österreich 1 von der Rundfunk-Anstalt Südtirol im Standard DAB+ ausgestrahlt. Das Programm orientiert sich am Kultur- und Bildungsauftrag des öffentlich-rechtlichen Rundfunksenders und ist werbefrei. Gestaltet werden die Programme seit dem Umzug aus dem Funkhaus Wien 2022 großteils am ORF Mediencampus am Küniglberg.

## Geschichte

Historisches Logo

Historisches Logo

### Die Anfänge
Ö1 wurde 1967 unter Generalintendant Gerd Bacher im Zuge der Einführung der Strukturprogramme Ö1, Ö2 und Ö3 gegründet. Der Sender sollte das neue Zuhause des „bildungsbürgerlichen“ und „musischen“ Österreichs sein, wie es im Gründungsauftrag hieß. Die wichtigsten Sendungen von Ö1 waren in den ersten Jahren die ausführlichen Nachrichtensendungen, zuerst das wochentägliche einstündige Mittagsjournal, das allerdings auf dem reichweitenstärkeren Ö3 durchgeschaltet wurde. 1968 kam das aus Gründen der aktuellen Berichterstattung über den Prager Frühling gegründete Morgenjournal hinzu. Diese Sendungen waren seit 1924, seit Gründung der RAVAG, die ersten modernen, parteiunabhängigen Nachrichtenprogramme in Österreich. Das übrige Programm bestand in den ersten Jahren vorwiegend aus klassischer Musik, der Pflege von (klassischer) Literatur und Hörspiel und verschiedener, aus der Zeit vor Einführung der Strukturprogramme übernommenen Sendungen, wie dem Schulfunk, Wissenschaftssendungen wie dem bereits in den 1950er Jahren gegründeten Salzburger Nachtstudio. Erst im Laufe der 1970er Jahre kamen zu diesen Sendungen modernere Formen, wie das Originalton-Feature hinzu. Die erste derartige Sendung wurde 1972 von Richard Goll und Alfred Treiber gestaltet und unter dem Titel Prater. Soziologie eines Vergnügens ausgestrahlt. Das Feature, das die derbe Sprache der Menschen im Wiener Prater unkommentiert wiedergab, galt vielen damals als nicht vereinbar mit den Zielsetzungen eines „Kultursenders“. 1977 bekam das Feature auf Ö1 einen fixen Sendeplatz in der Reihe Hörbilder. Ab 1975 wurde Dieter Dorner mit dem Aufbau der ersten Konsumentenredaktion Help – Das Konsumentenmagazin betraut. Im Lauf der 1980er Jahre wechselten immer mehr Mitarbeiter von Ö3 zu Ö1, besonders solche, die dort mit der Gestaltung der Sendung Die Musicbox betraut waren. Seit 1997 bringt das Europajournal jeden Freitag Reportagen über aktuelle Entwicklungen in der EU und dem Rest Europas.

### Erneuerung
1984 im Jubiläumsjahr „Sechzig Jahre Radio in Österreich“ startete die wöchentliche, samstags ausgestrahlte Reihe Diagonal – Radio für Zeitgenossen. Gerade für Außenstehende war Diagonal ein Signal des Aufbruchs, der vom verstaubten „Hofratswitwensender“ Ö1 in modernere Richtungen hinwies. Im selben Jahr wurde der Schulfunk durch die Reihe Radiokolleg ersetzt. Die am 30. November 1987 in Kraft getretene Schemareform brachte für Ö1 zahlreiche Innovationen wie den durchmoderierten Spätnachmittag, mehr Servicemitteilungen und neue Sendereihen, etwa Tonspuren, Radiogeschichten, Terra incognita, Ambiente – Von der Kunst des Reisens, Kunstradio – Radiokunst und Moment – Leben heute. Im Dezember 1987 begann die bis 2001 von Peter Huemer betreute Reihe Im Gespräch. Ende der 1980er Jahre nahm sich Ö1 auch der Pflege und Förderung der jüngeren Kabarettszene an; durch die wöchentliche Sendung Contra – Kabarett und Kleinkunst und mit dem Beginn der Liveübertragung von Kabarettveranstaltungen in der Reihe Kabarett direkt. Anfang der 1990er Jahre stand der Sender knapp vor einer radikalen Umgestaltung. Die Pläne der ORF-Generalintendanz Gerd Bacher IV sahen vor, aus dem bisherigen Kultursender einen reinen Klassiksender zu machen. Diese Umgestaltung kam aber nicht zustande und wurde Ende 1991 schließlich ad acta gelegt.

### Signations (Sendungskennungen)
1994 komponierte der Tiroler Jazzmusiker und Komponist Werner Pirchner sämtliche Sendungskennungen von Ö1 völlig neu. Zuvor stammte ein guter Teil der Ö1-Kennungen von Bert Breit, wie etwa die eingängige Signation zu Axel Cortis Der Schalldämpfer. Nur das Pausenzeichen des Senders, die markante drei-Ton-Abfolge, die für die drei Buchstaben von ORF stehen soll, blieb bestehen. In den Anfangsjahren wurde dieser Akkord von einem Cembalo gespielt, später von einem Synthesizer und bis 2017 von einer Bratsche. Dieses akustische Neudesign, das mit einer damals außergewöhnlichen Werbekampagne einherging, die den heute noch verwendeten von Wolf Haas erarbeiteten Slogan Ö1 gehört gehört mit dazugehörigen aufwändig produzierten Fernsehspots in Szene setzte, war Teil einer langsamen Neupositionierung der ORF-Sendeketten vor dem Start der Privatradios 1998. Die früher als „elitär“ gehandhabte Klassik mit ihrem scheinbar streng abgegrenzten, beinahe genreartigen Kanon wurde in Beziehung zu anderen Arten von Musik gesetzt. Beispiele für dieses Bemühen sind die Sendereihen Pasticcio, Spielräume, Klassik-Treffpunkt oder Ö1 bis zwei. Mit dem Ende des „alten Ö3“ – verkörpert durch den Umzug des Ö3-Studios aus dem früher vielen als „Dollfußbunker“ erscheinenden Funkhauses in der Argentinierstraße nach Wien-Heiligenstadt 1996 – gingen Redakteure wie Wolfgang Kos, Wolfgang Schlag und andere daran, aus der Geschichte der populären Musik, dem „alten“ Kanon der Klassik einen „neuen“ Kanon der Popmusik gegenüberzustellen, der von Randy Newman und David Bowie bis hin zu Björk und Thom Yorke reicht.
Zum 50. Geburtstag des Senders im Jahr 2017 wurden neue Sendungskennungen entworfen. Der Jazz-Musiker, Komponist und Dirigent Christian Muthspiel wurde eingeladen, rund hundert Kennmelodien neu zu komponieren, eingespielt wurden diese zum einen Teil vom Radio-Symphonieorchester Wien (RSO), zum anderen Teil von Solisten.

## Inhalte

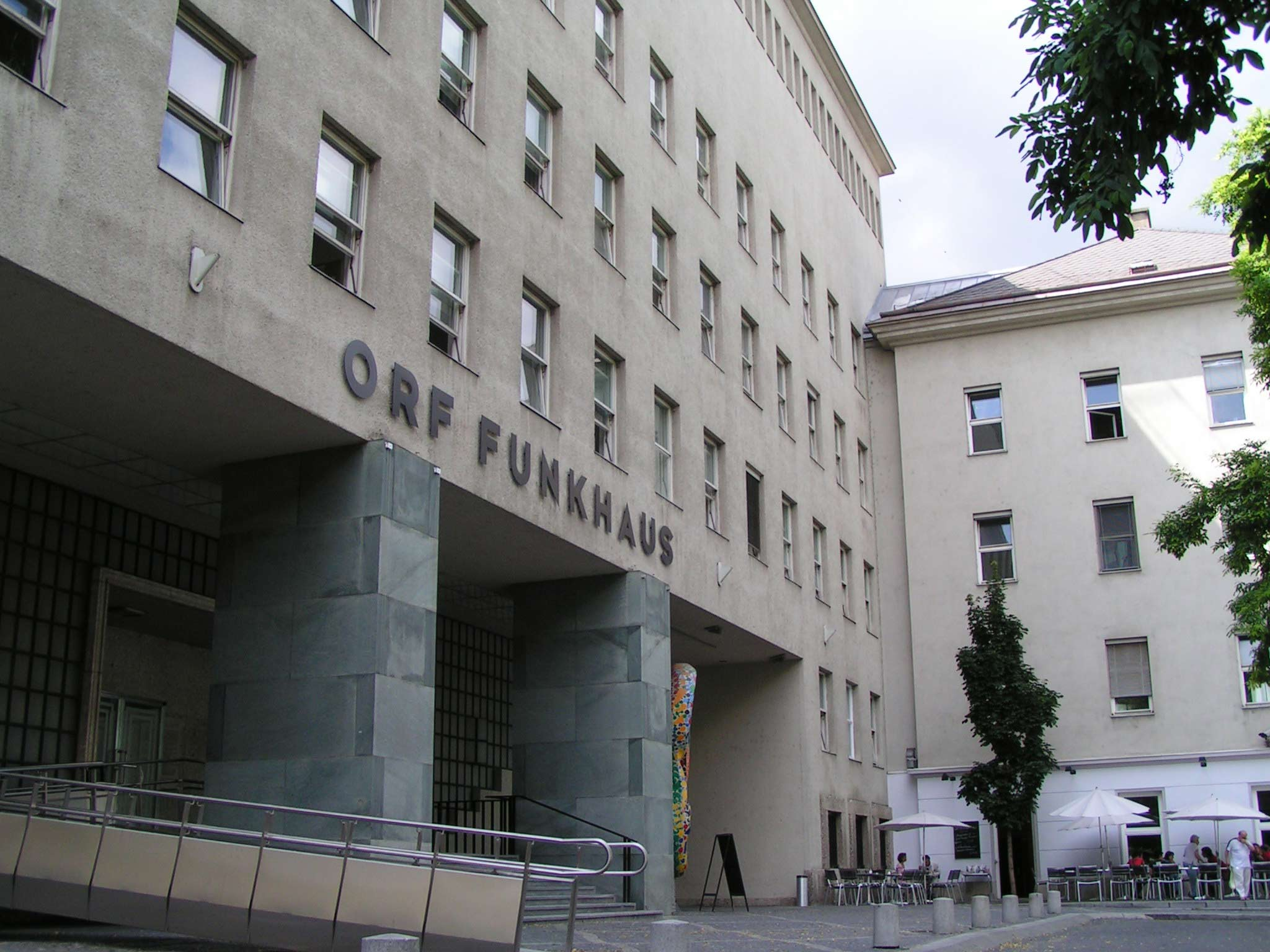
Funkhaus in der Argentinierstraße in Wien. Bis Herbst 2022 wurde hier das Programm von Ö1 produziert.

Das Programm von Ö1 besteht aus Musik (viel Klassik, aber auch Jazz, Pop und anderes), Nachrichtensendungen (mehrere ausführliche Journale täglich) sowie Wortbeiträgen und Bildungsprogrammen (das „Radiokolleg“), Hörspielen, Kabarettsendungen etc. Die Reichweite von Ö1 liegt laut Radiotest bei 825.000 Hörern täglich (2020), beziehungsweise 10,5 Prozent, sein Marktanteil bei neun Prozent. Diese ungewöhnlich große Differenz ergibt sich aus der Tatsache, dass viele Hörer nur die Nachrichtensendungen von Ö1 einschalten – damit werden sie in der Reichweitenmessung zwar als Hörer erfasst, der Marktanteil eines Senders wird allerdings auch nach der Hördauer berechnet – und liegt daher bei Ö1 entsprechend niedriger.
Eine modifizierte Version des Programms wird auch auf der letzten verbliebenen Frequenz von Radio Österreich International (ROI), dem ehemaligen Auslandssender des ORF, über Kurzwelle 6155 kHz täglich von 7:00 bis 8:20 Uhr als Radio Ö1 International ausgestrahlt. Außerdem wird es als Webradio über das Internet per Streaming übertragen. Auf der Homepage des Senders können sämtliche Sendungen kostenlos innerhalb einer Woche nachgehört werden. Zusätzlich können viele Sendungen von der Ö1-Homepage gegen Gebühr heruntergeladen werden. Seit 2007 bietet Ö1 auch die Möglichkeit an, ausgewählte Sendungen als Podcast herunterzuladen. Auf Grund gesetzlicher Vorgaben (ORF-Gesetz) dürfen Podcasts allerdings nur 7 Tage zum Download bereitstehen. Dadurch entsteht die paradoxe Situation, dass werthaltige Inhalte im öffentlichen Interesse produziert werden, aber nicht langfristig einer breiten Öffentlichkeit zur Verfügung gestellt werden. Die Inhalte verfügen quasi über ein gesetzlich definiertes Ablaufdatum.

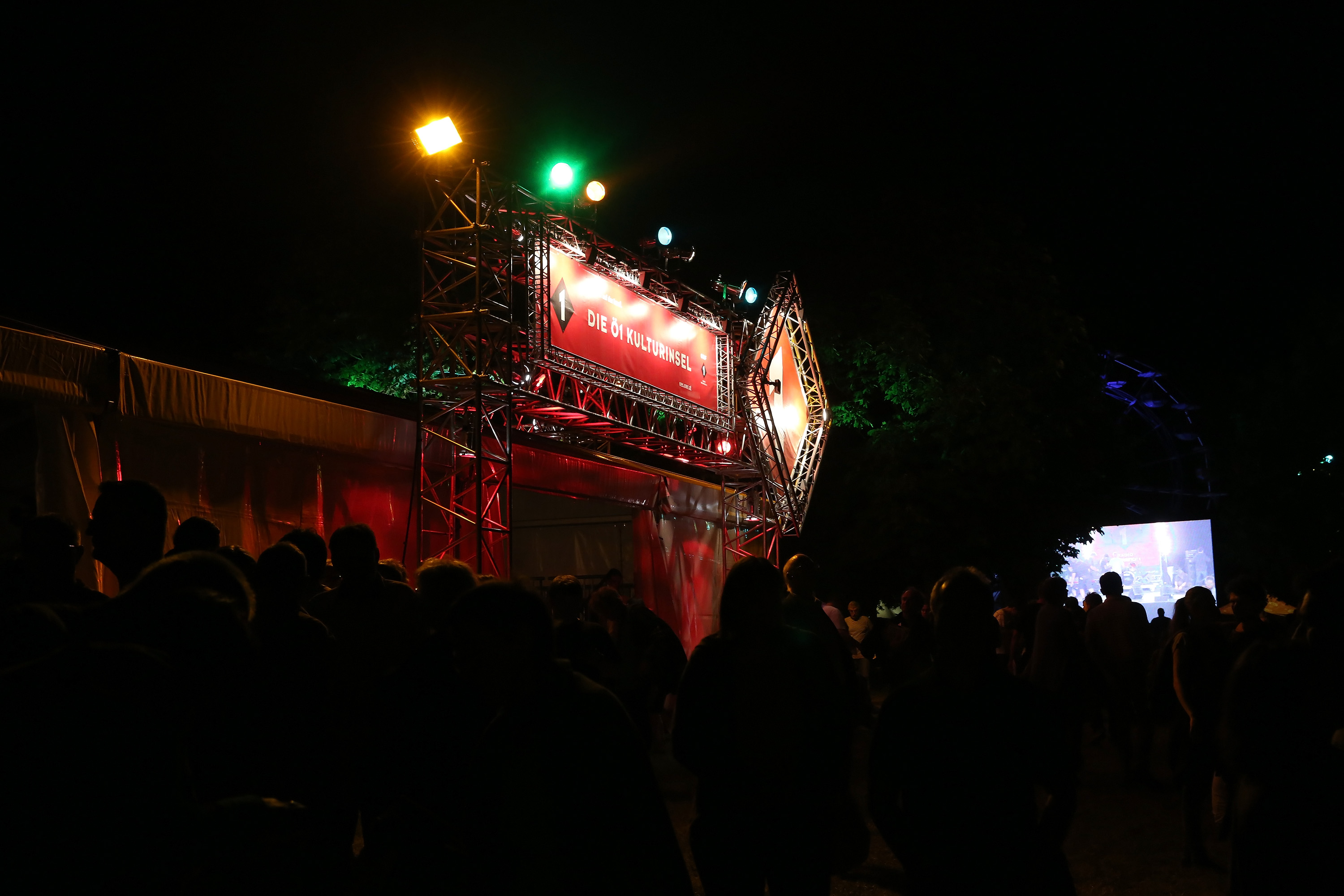
„Ö1-Kulturinsel“ am Donauinselfest 2014

Ö1 betreibt das RadioKulturhaus in Wien mit unterschiedlichsten kulturellen Veranstaltungen und das KulturCafe (ein Kaffeehaus ebendort), ist jedes Jahr mit einer eigenen Bühne beim Donauinselfest vertreten und organisiert das Festival Glatt & Verkehrt mit. Zusätzlich veranstaltet Ö1 kulturelle Schiffreisen, die „Ö1 Sommerakademie“, kürt den „Ö1 Wein“ und bietet „Ö1 Grafiken“ an.
Im Herbst 2022 bezog Ö1 im 55. Jahr seines Bestehens einen neuen Standort, den ORF Mediencampus am Küniglberg in Wien.

## Sendungen
- Alte Musik – neu interpretiert. Alte Musik.
- Am Puls – Gesundheit Und Medizin
- Ambiente – Von der Kunst des Reisens
- Apropos Klassik
- Apropos Musical
- Apropos Oper
- Apropos Operette
- Ausgewählt. Musik.
- Betrifft: Geschichte
- Contra – Kabarett und Kleinkunst
- Das Ö1 Konzert
- Diagonal – Radio für Zeitgenoss/innen
- Die Ö1 Jazznacht
- Digital.Leben
- Dimensionen. Geistes- und Naturwissenschaften.
- #doublecheck – das Ö1 Medienmagazin. Monatlich.
- Du holde Kunst. Poesie und Musik. In der Nacht Wiederholung vom Vormittag.
- Europa-Journal
- Ex libris. Neues aus der Welt der Literatur.
- Gedanken
- Gedanken für den Tag
- gehört.gewusst. Das Ö1 Quiz
- Guten Morgen mit Ö1. Tägliche Morgensendung mit kurzen Stücken klassischer Instrumentalmusik.
- Heimspiel
- Help – Das Konsumentenmagazin. Wöchentliche Verbraucherschutzsendung
- Hörbilder. Features.
- Im Fokus – Religion Und Ethik
- Im Gespräch. Wöchentliches, fast einstündiges Gespräch mit einem oder mehreren Menschen. Wiederholung sechs Tage später.
- In Concert. Konzerte aus den Bereichen Jazz, Weltmusik, Popularmusik.
- Intermezzo – Künstlerinnen und Künstler im Gespräch
- Intrada – Österreichs Musizierende im Porträt. In der Nacht Wiederholung vom Vormittag.
- Jazztime
- Journal-Panorama
- Kabarett direkt
- Klartext. Monatliche einstündige Diskussionssendung zu aktuellen politischen, wirtschaftlichen und gesellschaftlichen Themen mit Gästen.
- Klassik-Treffpunkt
- Kontext – Sachbücher und Themen. Am Abend Wiederholung vom Vormittag.
- Kulturjournal
- Le week-end. Musik.
- Lebenskunst – Begegnungen am Sonntagmorgen. Religion.
- Leporello. Kultur.
- Matinee. Musik, z. B. ein Konzertmitschnitt.
- matrix – computer & neue medien
- Menschenbilder
- Menschenbilder mittendrin
- Mittagsjournal
- Moment – Kulinarium
- Moment – Leben heute
- Moment am Sonntag
- Morgenjournal
- Nachtmusik. Musik.
- Ö1 Hausmusik
- Ö1 Hinterzimmer
- Ö1 Hörspiel. Wöchentliches, einstündiges Hörspiel.
- On stage. Konzertmitschnitte aus dem Bereich Jazz und World Music.
- Opernabend. Eine Oper, manchmal live. Wöchentlich.
- Passagen. Gespräche, oft aus dem RadioKulturhaus.
- Pasticcio. Musik.
- Popmuseum (seit 2016, während der Schulferien)
- Punkt eins. Der Moderator redet mit ein oder zwei Experten und den Hörern über ein Thema, unterbrochen von Musik aus verschiedenen Genres. Hörer können anrufen oder eine E-Mail schreiben.
- Radiogeschichten. Schauspieler lesen Literatur.
- Radiokolleg. Jede Ausgabe behandelt drei Themen (davon ein musikalisches), die wöchentlich wechseln. Am Abend Wiederholung vom Vormittag.
- Religion aktuell
- Saldo – das Ö1 Wirtschaftsmagazin
- Science Arena
- Sound Art: Kunst Zum Hören
- Sound Art: Lyrik Heute
- Sound Art: Zeit-Ton. Neue Musik.
- Spielräume. Nicht-klassische Musik, z. B. Jazz, Blues, Weltmusik, Pop, traditionelle Musik.
- Spielräume spezial. Nicht-klassische Musik.
- Stimmen hören. Gesang.
- Supernova. Zeitgenössische Musik.
- Tonspuren. Literaturfeature.
- Vom Leben der Natur
- Vorgestellt. Musik.
- Wissen aktuell
- Zwischenruf

## Ehemalige Sendungen (Auszug)
- Der Guglhupf (bis 2009)
- Der Schalldämpfer (bis 1993)
- Erfüllte Zeit (bis 2017)
- Ganz Ich – Wohlfühlen mit Österreich 1
- Ö1 Kinderuni in Kooperation mit Kinderuni Wien[7]
- Kunstradio – Radiokunst (bis 2024)
- La Chanson (bis 1999)
- Rudi! Radio für Kinder (bis 2024)
- Salzburger Nachtstudio (Wissenschaft, bis 2024)
- Schlager für Fortgeschrittene
- Terra incognita
- Von Tag zu Tag
- Welt Ahoi! (bis 2010)

## Ö1-Chefs
Einen „Ö1-Chef“ gibt es erst seit den 1990er Jahren, zuvor hatten die Hauptabteilungsleiter keinen direkten Vorgesetzten im Sender, der Hörfunkintendant stand direkt über ihnen.
- Alfred Treiber (1995–2010, Programmchef)
- Bettina Roither (2010–2014, Programmchefin)
- Peter Klein (2014–2019, Programmchef, ab 2017 Programmleiter/Channelmanager)
- Martin Bernhofer (2019–2022, Programmleiter/Channelmanager)
- Silvia Lahner (ab 2022 interimistische Leiterin, ab 2023 Programmchefin)[8]
- Kurt Reissnegger (ab März 2025)[9]

## Aktive Mitarbeiter (Auszug)
- Alexander Bachl
- Philipp Blom
- Ursula Burkert
- Bernhard Fellinger
- Doris Glaser
- Martin Haidinger
- Albert Hosp
- Heinz Janisch
- Mirjam Jessa
- Günter Kaindlstorfer
- Stefan Kappacher
- Johannes Kaup
- Nadja Kayali
- Johann Kneihs
- Natasa Konopitzky
- Andreas J. Obrecht
- Ulla Pilz
- Renate Pliem
- Christian Scheib
- Renata Schmidtkunz
- Chris Tina Tengel
- Elke Tschaikner
- Teresa Vogl
- Barbara Zeithammer

## Ehemalige Mitarbeiter (Auszug)
- Paul Angerer
- Ursula Baatz
- Otto Brusatti
- Dieter Dorner
- Ernest Hauer
- Alois M. Holzer
- Peter Huemer
- Manfred Jochum
- Hugo Kirnbauer
- Peter Klein
- Lothar Knessl
- Karl Löbl
- Roland Machatschke
- Rudolf Nagiller
- Volkmar Parschalk
- Rainer Rosenberg
- Michael Schrott
- Manfred Steinhuber
- Franz Tomandl
- Alfred Treiber
- Helmut Waldert